# Obelisk (Ajaccio)

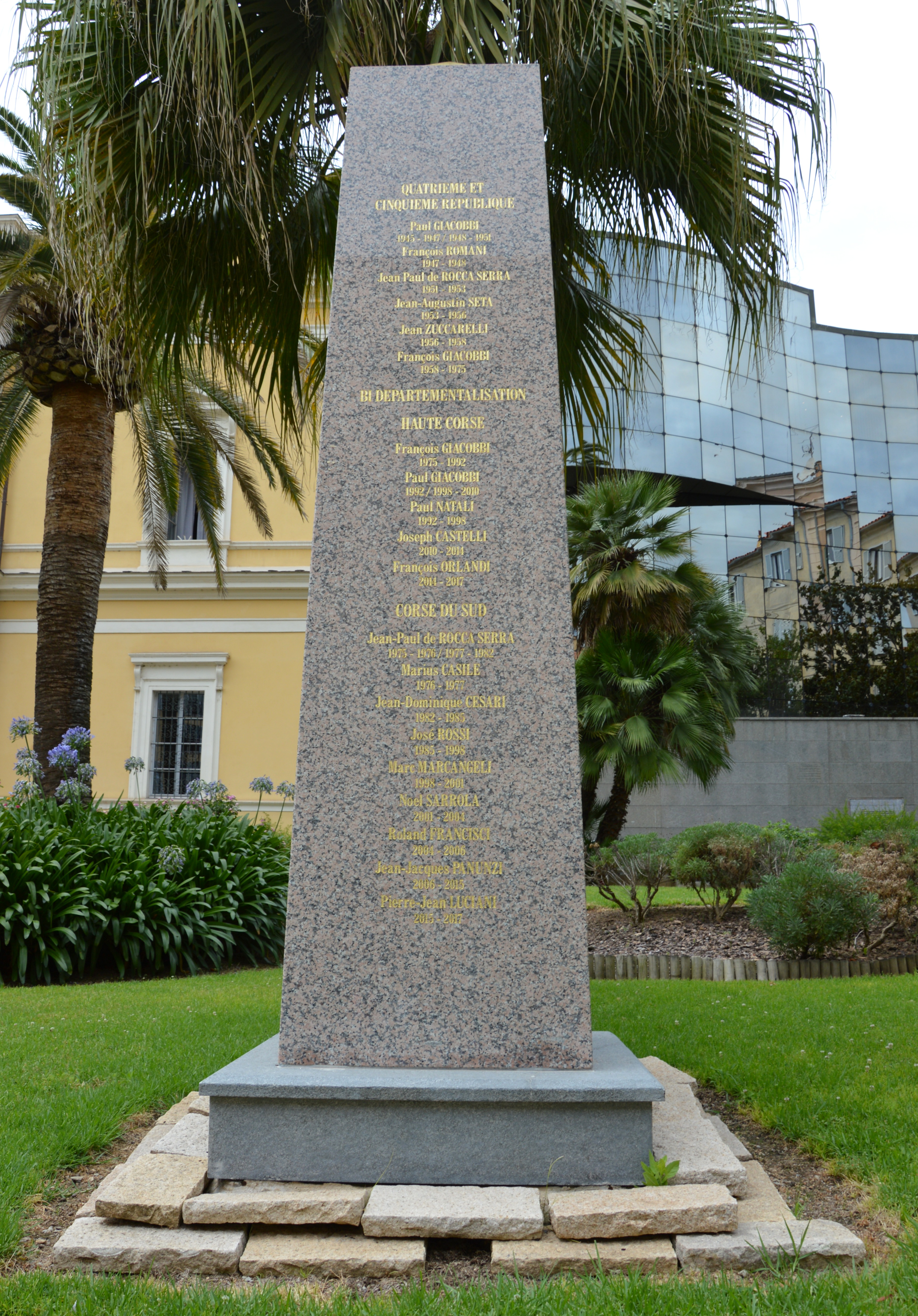
Obelisk, 2018

Der Obelisk ist ein Denkmal für die Präfekten Korsikas in Ajaccio, der Hauptstadt der Insel Korsika.

## Lage
Das Denkmal befindet sich im Garten vor dem Palais Lantivy in der Innenstadt Ajaccios, nordwestlich der Altstadt. Östlich läuft die Straße Cours Napoléon entlang.

## Gestaltung und Geschichte
Der Obelisk wurde im Jahr 2017 errichtet und am 18. Dezember 2017 eingeweiht. Auf dem Obelisk befinden sich die Namen und Amtszeiten der 85 Departments-Präsidenten von Pascal Paoli bis François Orlandi und Pierre-Jean Luciani die in Korsika von 1790 bis 2017 tätig waren. Anlass der Errichtung war eine Änderung der Organisationsstruktur mit der zum Ende des Jahres 2017 die korsischen Departments Haute-Corse und Corse-du-Sud aufgelöst worden. Die Initiative zur Aufstellung ging auf den Präsidenten von Südkorsika, Pierre-Jean Luciani, zurück.
Der steinerne Obelisk steht auf einem kleinen Sockel. Die Seiten des Obelisks sind mit goldfarbenen Inschriften versehen.
Die Seite nach Westen zum Cours Napoléon trägt die Inschrift:
QUATRIEME ET

CINQUIEME REPUBLIQUE

(deutsch Vierte und fünfte Republik)
Paul GIACOBBI

1945–1947 / 1948–1951
François ROMANI

1947–1948
Jean Paul de ROCCA SERRA

1951–1953
Jean-Augustin SETA

1953–1956
Jean ZUCAAARELLI

1956–1958
François GIACOBBI

1958–1975
BI DEPARTEMENTALISATION

(deutsch Zweiteilung des Departments)
HAUTE CORSE

(deutsch Oberkorsika)
François GIACOBBI

1975–1992
Paul GIACOBBI

1992 / 1998–2010
Paul NATALI

1992–1998
Joseph CASTELLI

2010–2014
François ORLANDI

2014–2017
CORSE DU SUD

(deutsch Südkorsika)
Jean Paul de ROCCA SERRA

1975–1976 / 1977–1982
Marius CASILE

1976–1977
Jean-Dominique CESARI

1982–1985
José ROSSI

1985–1998
Marc MARCANGELI

1998–2001
Noel SARROLA

2001–2004
Roland FRANCISCI

2004–2006
Jean-Jacques PANUNZI

2006–2015
Pierre-Jean LUCIANI

2015–2017
Auf den anderen drei Seiten befinden sich die Inschriften zu den vorhergehenden Präfekten.